# Delphacodes rivularis
Delphacodes rivularis är en insektsart som först beskrevs av Ernst Friedrich Germar 1830.  Delphacodes rivularis ingår i släktet Delphacodes och familjen sporrstritar. Inga underarter finns listade i Catalogue of Life.